# Ben Ainslie
Sir Charles Benedict „Ben“ Ainslie, CBE (* 5. Februar 1977 in Macclesfield), genannt King Ben, ist ein britischer Segler, der seit 1996 fünf olympische Medaillen gewann.

## Leben
Ben Ainslies Vater Roderick nahm 1973 am ersten Whitbread Round the World Race teil. Ben begann mit acht Jahren in Cornwall mit dem Segeln, nahm mit zwölf Jahren erstmals an Jugendweltmeisterschaften teil, mit 16 Jahren war er Weltmeister mit dem Laser Radial. 1995 wurde er Jugendweltmeister mit dem Standard-Laser. 1996 gewann er in der Altersklasse der Erwachsenen Bronze bei den Weltmeisterschaften. Bei der olympischen Regatta 1996 lieferte er sich im Laser einen Zweikampf mit dem brasilianischen Weltmeister Robert Scheidt, dem er knapp unterlag. Am letzten Regattatag brauchte Ainslie zum Sieg eine zwei Plätze bessere Platzierung als Scheidt, um noch Gold zu gewinnen, beide wurden aber bereits am Start disqualifiziert.
1997 wurde Ben Ainslie erneut Dritter bei den Weltmeisterschaften, 1999 vor Melbourne konnte Ainslie dann Scheidt besiegen und wurde erstmals Weltmeister. In Europa war Ainslie dominierend, er wurde 1996, 1998, 1999 und 2000 jeweils Europameister. 2000 gewann Scheidt bei den Weltmeisterschaften den Titel zurück, Ainslie wurde wiederum Dritter. Vor Sydney bei der olympischen Regatta 2000 konnte Ainslie dann erneut Scheidt besiegen, Ainslie gewann seine erste olympische Goldmedaille.
Dann stieg Ainslie in die ebenfalls olympische Finn-Dinghi-Klasse um und nahm für das größere Boot 15 Kilogramm zu. 2002 wurde er erstmals Weltmeister mit dem Finn, 2003 bis 2005 konnte er diesen Erfolg wiederholen. Dazwischen gewann er auch bei der olympischen Regatta 2004 vor Piräus die Goldmedaille.
Ben Ainslie war als taktischer Berater beim America’s Cup für das neuseeländische Team tätig, 2009 soll er als Skipper das britische Boot anführen.
Bei den olympischen Segelwettbewerben 2008 in Qingdao gewann er seine dritte Goldmedaille und ist damit der erfolgreichste Segler aus dem Vereinigten Königreich. 2012 gewann er – wieder in der Finn-Dinghy-Klasse – bei den Olympischen Sommerspielen in London zum vierten Mal in Serie die Goldmedaille.
Ben Ainslie stellte mit seinem Sieg den Rekord des Dänen Paul Elvstrøm ein, der vier Mal in Folge Olympiasieger wurde (1948–1960). Ainslie gewann ebenfalls vier Mal in Folge (2000–2012), 1996 gewann er zudem noch Silber. Mit dieser fünften Medaille insgesamt zog er mit den beiden Brasilianern Robert Scheidt und Torben Grael gleich.
Beim America’s Cup 2024 war er Skipper auf dem Boot von Ineos Britannia.

## Ehrungen

### Orden
- Member of the Order of the British Empire (MBE) 2001
- Officer of the Order of the British Empire (OBE) 2005
- Commander of the Order of the British Empire (CBE) 2009
- Knight Bachelor 2013

### Nominierungen
- British Yachtsman of the Year (Britischer Segler des Jahres) 1995, 1999, 2000, 2002
- International Sailing Federation World Sailor of the Year (Welt-Segler des Jahres) 1998, 2002, 2008